# Józef Walewski (zm. 1807)
Józef Walewski herbu Pierzchała (Kolumna)  (ur. ok. 1737, zm. 2 listopada 1807) – podczaszy krakowski w 1781 roku, konsyliarz województwa krakowskiego w konfederacji targowickiej.
Poseł na sejm 1782 roku z województwa krakowskiego. Był komisarzem Sejmu Czteroletniego z powiatu ksiąskiego województwa krakowskiego do szacowania intrat dóbr ziemskich w 1789 roku. Odznaczony Orderem Świętego Stanisława